# أماتريتشانا
صلصة أماتريتشانا (بالإيطالية: Salsa all'amatriciana)‏ هي صلصة باستا إيطالية تقليدية تتكون من «كوانتشالي» (لحم خد الخنزير) وجبنة باكورينو وطماطم وبصل. يتأصل في مدينة أماتريتشي في جبال مقاطعة رييتي في لاتسيو. الأماتريتشانا من أشهر الصلصات في المطبخين الإيطالي والروماني من مدينة روما الحديثة. قررت الحكومة الإيطالية أنها منتجا زراعيا غذائيا تقليديا رسميا من لاتسيو.

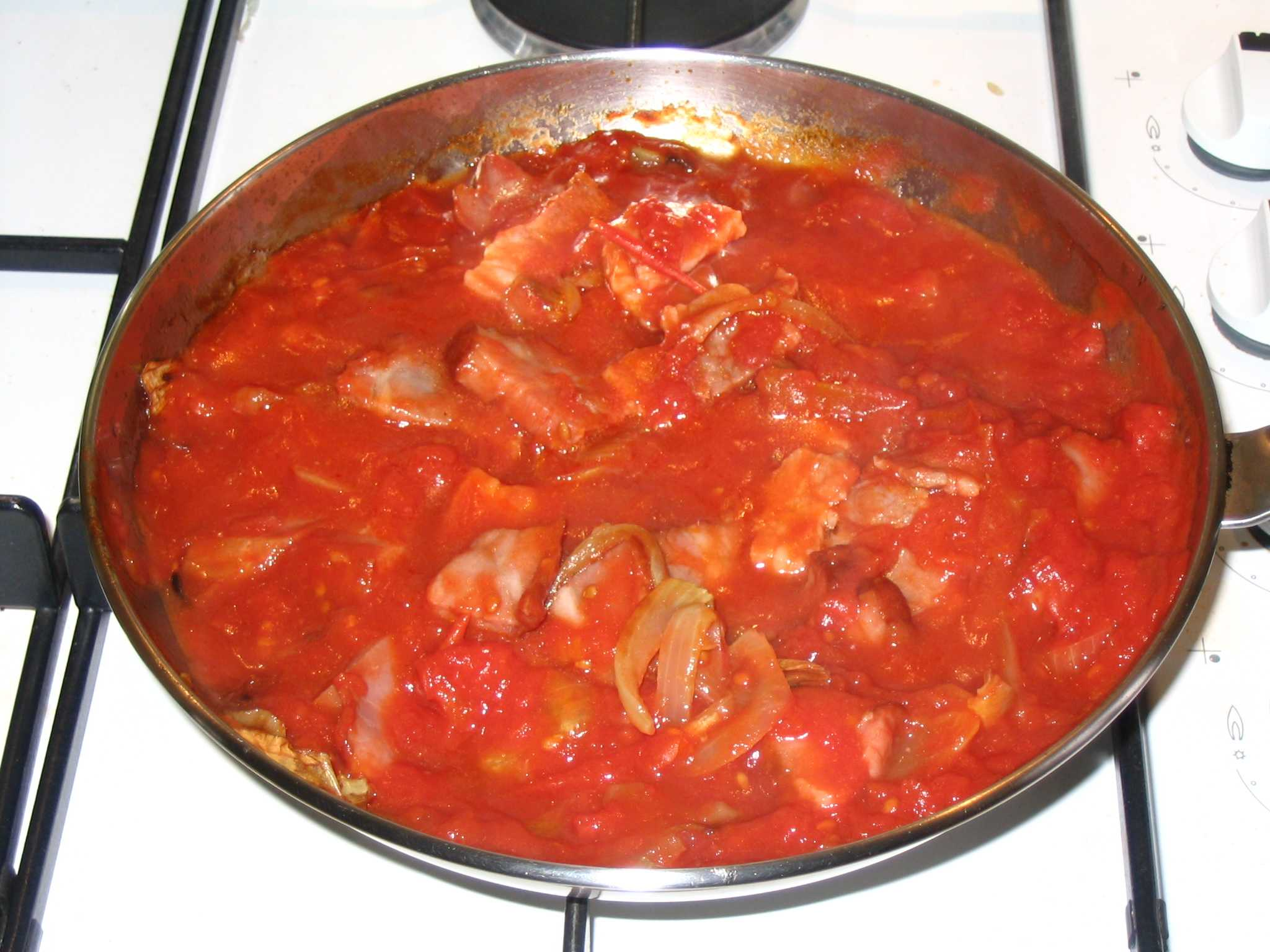
صلصة أماتريتشانا قيد التحضير